# Majestueux (Schiff, 1781)
Die Majestueux war ein 110-Kanonen-Linienschiff (Dreidecker) der Terrible-Klasse der französischen Marine, das von 1781 bis 1807 in Dienst stand.

## Geschichte
Nach der Bestellung am 20. April 1780 folgte die Kiellegung in der Marinewerft Toulon am 5. Juli 1780.
Ihr Bau war Teil eines Aufrüstungsprogramms in Anbetracht des Konfliktes in Amerika (Amerikanischer Unabhängigkeitskrieg).
Im Januar 1781 war sie fertiggestellt und erhielt in Toulon am 4. Februar 1781 ihren ersten Kapitän. 
1784 wurde sie in Toulon aufgerüstet, von einer potenziellen Breitseite von ca. 569 kg auf ca. 578 kg. 
Im Mai 1797 wurde sie in Republicain umbenannt.
Von 1799 bis 1800 wurden Reparaturen vorgenommen. Ihr Kapitän zu dieser Zeit war Charles Berrenger.
Im Mai 1807 wurde sie außer Dienst gestellt und ab 1808 abgewrackt.